# Cryptocephalus convergens
Cryptocephalus convergens is een keversoort uit de familie bladkevers (Chrysomelidae). De wetenschappelijke naam van de soort werd in 2001 gepubliceerd door Sassi.